# Ikona Naší Paní Kazaňské

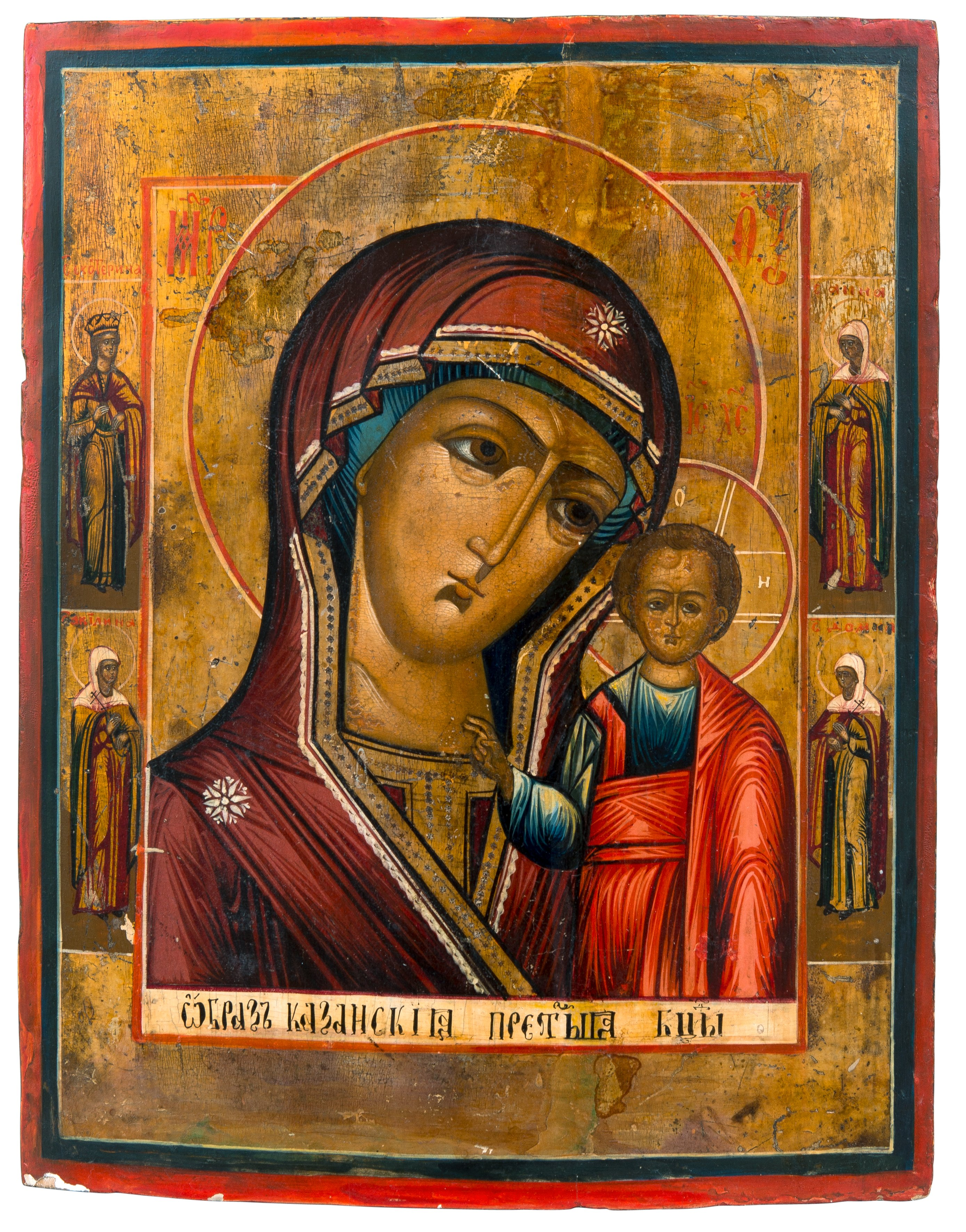
Ikona Matky Boží z Kazaně

Panna Maria Kazaňská nebo Matka Boží Kazaňská, je ikonografické zobrazení a titul Marie, matky Ježíšovy a pojmenování pro svatou ikonu nejvyššího postavení v rámci Ruské pravoslavné církve, která představuje Bohorodici jako ochránkyni a patronku města Kazaň a palladium celého Ruska. Ikona je známá také jako Svatá ochránkyně Ruska. Je uctívána ve východním křesťanství i v katolickém prostředí.

## Charakteristika
Podle legendy byla ikona původně získána z Konstantinopole, ztracena v roce 1438 a zázračně obnovena v původním stavu o více než 140 let později v roce 1579. Dvě hlavní ruské katedrály, chrám Matky Boží Kazaňské v Moskvě a Kazaňská katedrála v Petrohradě, jsou zasvěceny právě Kazaňské Bohorodici, obdobně jako jako četné kostely po celém Rusku, ale i v dalších zemích. Původní ikona v Kazani byla ukradena a pravděpodobně zničena v roce 1904.
Fatimský obraz je kopie ikony ze 16. století, nebo možná originál ze 16. století, ukradená z Petrohradu v roce 1917 a zakoupená F. A. Mitchell-Hedgesem v roce 1953. V letech 1970 až 1953 byla umístěna v portugalské Fatimě. Roku 1993 byla umístěna ve studovně papeže Jana Pavla II. ve Vatikánu v letech 1993 až 2004, kdy byla vrácena do Kazaně. Je uchovávána v kazaňském klášteře Bohorodice.

## Ikonografie

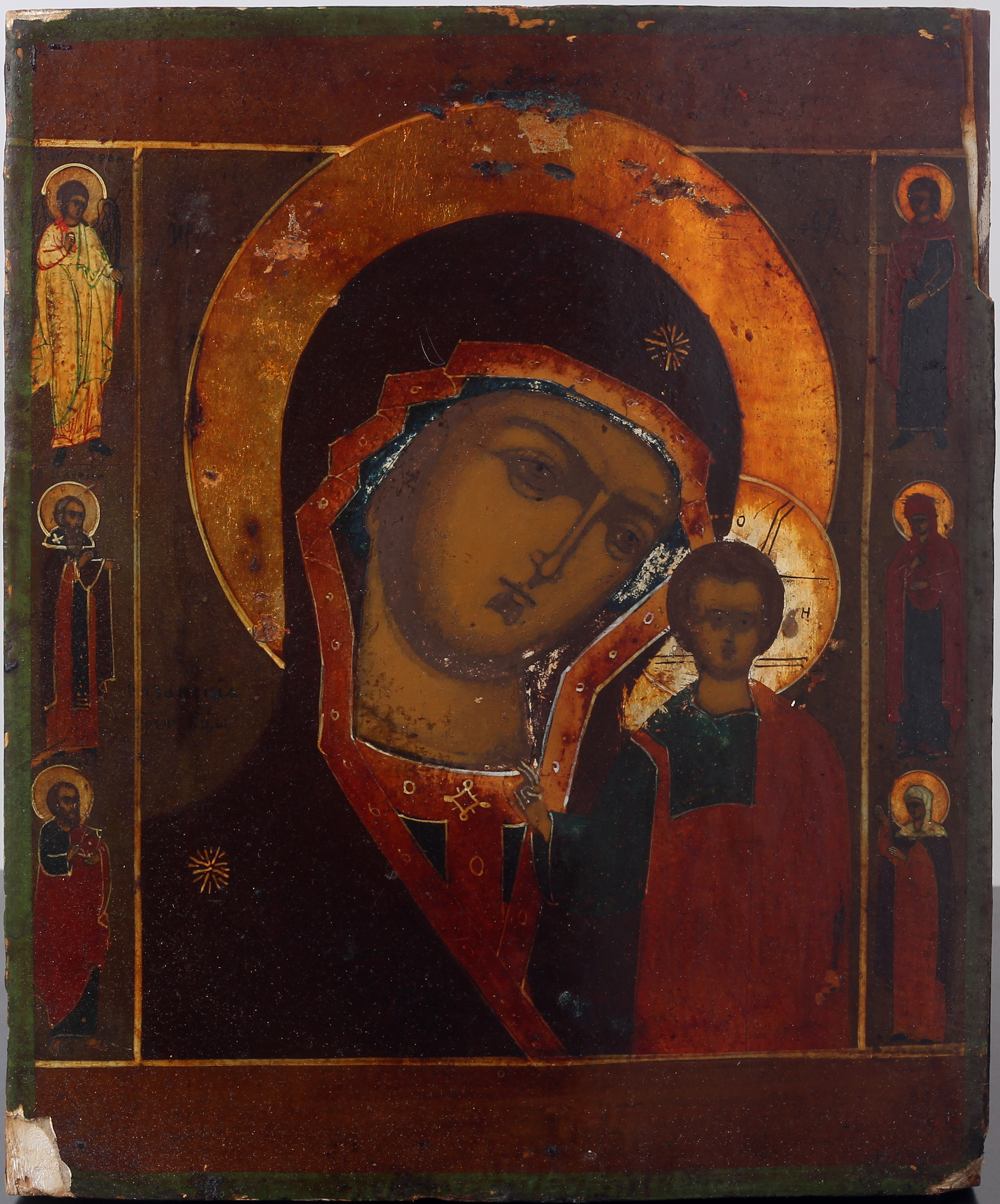
Naše Paní Kazaňská – ikona, polovina 19. století

Ikonograficky je Kazaňská ikona považována za zkrácenou verzi Odigitria. Takové ikony odkazují k původnímu obrazu, který byl uchováván v Blachernském chrámu v Konstantinopoli. Bohorodice je zobrazena čelně k ramenům, v charakteristickém oděvu, s mírným sklonem hlavy k Dítěti. Na jedné ruce Bohorodice sedí Ježíš Kristus. Dítě Kristus je zobrazeno přísně celoplošně, postava je omezena do pasu, viditelná je pouze pravá ruka s žehnajícím (obvykle dvouprstým) gestem. Druhá ruka Božského Dítěte je skryta oděvem. Na ikonách typu Odigitria ukazuje Matka Boží rukou na Krista. Kazaňský obraz je však pouze po její ramena, takže ukazování rukou na některých ikonách nevidíme.

## Historie

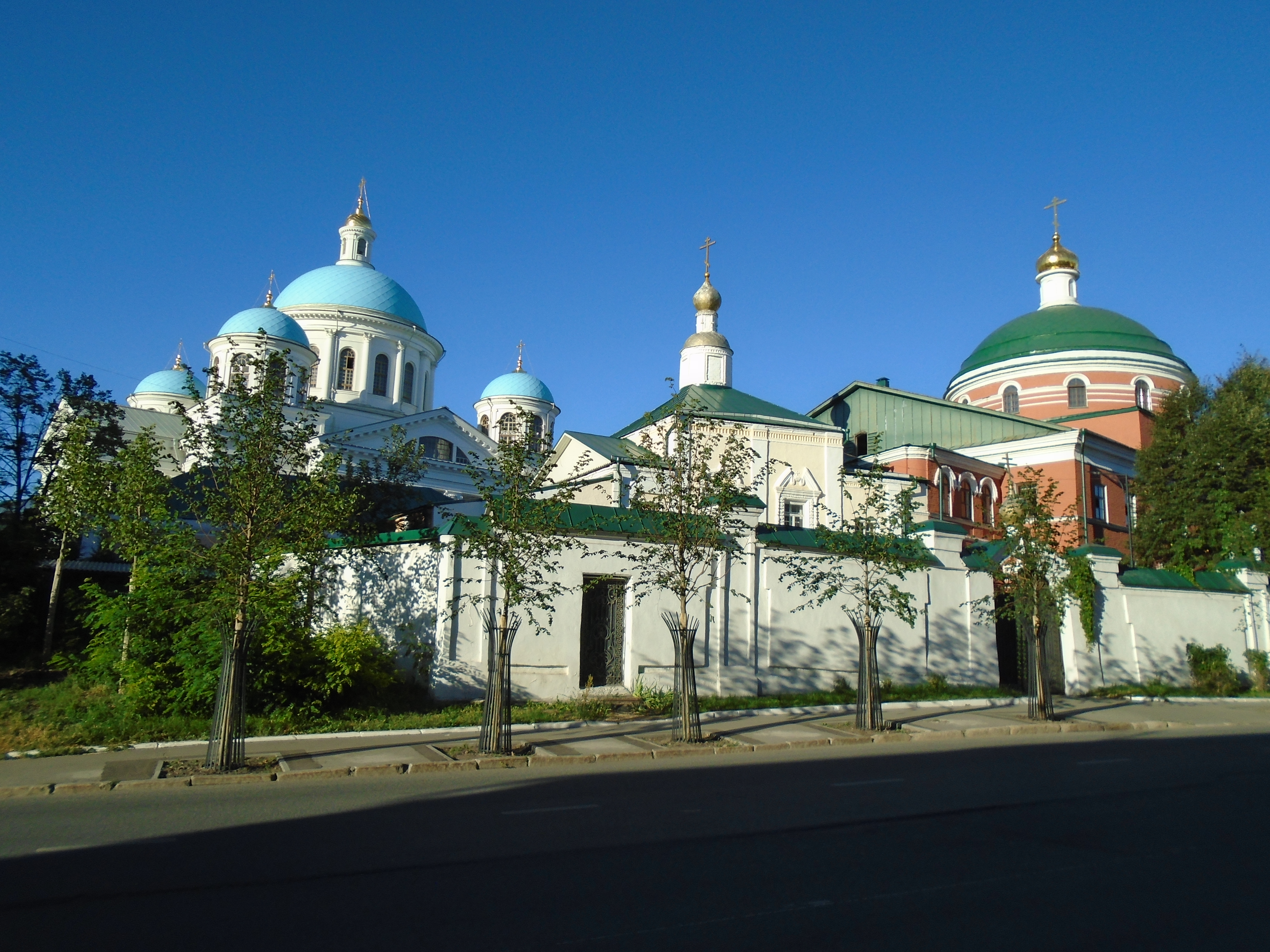
Kazaňský Bogorodický monastýr

Po velkém požáru města Kazaně roku 1579, kdy popelem lehla větší část města, zjevila se ve snu Bohorodice desetiletému děvčátku Matroně, dceři střelce Daniila Onučina, a kázala jí vykopat z popela její ikonu. Na určeném místě, kde stála pec, našla Matrona v hloubce asi jednoho metru ikonu. Den objevení Kazaňské ikony - 8. červenec 1579 - je dnes v ruské církvi každoročním celocírkevním svátkem. Na místě, kde se ikona objevila, byl na základě výnosu Ivana IV. Hrozného postaven ženský Kazaňský Bogorodický monastýr, jehož první mniškou se stala Matrona, přijavší jméno Mavra. V roce 1768 carevna Kateřina II. ozdobila ikonu Matky Boží Kazaňské v tomto monastýru diamantovou korunou.

## Svátky a pomoc Matky Boží
Ruská země je odedávna uctívána jako domov Přesvaté Bohorodice. Starobylá Tradice, která se k nám dostala z hlubin věků, prorokuje: "Rusko je chráněno Pánem Bohem, dokud je ze čtyř stran střeženo Matkou Boží". Až do roku 1904 tomu tak bylo: čtyři tváře Matky Boží chránily Rusko na jeho čtyřech stranách: Matka Boží Kazaňská chránila Rusko z východu, Matka Boží Smolenská ze západu, Matka Boží Tičvinská ze severu a Matka Boží Iverská z jihu. V centrální části země se nacházela zvláštní Ochránkyně –Matka Boží Vladimirská.
Kazaňský metropolita Hermogen sestavil spis o ikoně Matky Boží Kazaňské, podle kterého zázraky začaly již při jejím přenosu z místa zjevení, kdy se dva slepci, kteří se účastnili procesí, uzdravili. Svátek zjevení ikony je slaven 8. červencejul.kal.(21.7.)
Za dob smuty v roce 1611 osvobodila Novoděvičí klášter domobrana, která přišla z daleké Kazaně a v jejíchž řadách se nacházela i Matka Boží Kazaňská. Kazaňská domobrana se roku 1612 v Jaroslavli spojila s nižněnovgorodskými pluky knížete Požarského a Kuzmy Minina, a tak se do čela sjednoceného osvobozeneckého vojska postavila sama Nebeská královna. Početné pluky se přesunuly k Moskvě a 22. října jul.kal. (4. listopad) vyhnaly Poláky z města. Od té doby je tento den svátkem Matky Boží Kazaňské, která se stala hlavní svatyní dynastie Romanovců, tak jako ikona Matky Boží Vladimirské je hlavní svatyní dynastie Rurikovců.
Ikona Matky Boží Kazaňské sehrála významnou roli roku 1709 během Severní války, před níž se Petr.I. modlil v předvečer bitvy u Poltavy, v níž Rusko porazilo švédská vojska a ukončila epochu švédské nadvlády v Evropě; rovněž v bitvách s Napoleonem pomohla Matka Boží Kazaňská, před níž se modlil ruský generál Kutuzov poté, co mu bylo předáno hlavní velení nad ruskou armádou.
Na konci 20. století se rozšířily příběhy o spojení ikony s metropolitou libánských hor Eliášem a o zvláštní roli ikony ve Velké vlastenecké válce. Metropolitovi Eliášovi se po dlouhých modlitbách zjevila Matka Boží a předala mu Boží vzkaz pro Rusko, kde se musí otevřít chrámy a monastýry, duchovní musí začít sloužit bohoslužby, pro záchranu Leningradu musí se kolem něho procesím nést ikona Matky Boží Kazaňské, před níž je třeba i v Moskvě sloužit moleben a pak se ikona musí ocitnout ve Stalingradu a jít s ruskou armádou až na hranice. Pokud by tyto pokyny nebyly splněny, Rusko zahyne. Metropolita Eliáš se pak spojil s představiteli Ruské pravoslavné církve a se sovětskou vládou a tlumočil jim Boží pokyn, který byl vyplněn a Rusko zachráněno.

## Krádež ikony a předpokládané její zničení
Již v 19. století nebylo zcela jasné, kde se originál zjevené ikony nachází, ale většina badatelů se přikláněla k názoru, že se stále nachází v Kazaňském Bogorodickém monastýru. V noci 29. června (12. července) 1904 byla z Bogorodického monastýru ukradena ikona s obrazem Spasitele v drahocenných řízách; obě ikony byly ozdobeny šperky v hodnotě až 100 tisíc rublů; peníze byly ukradeny také ze schránek na svíčky. Zloději byli nalezeni: byl to Varfolomej Čajkin (Stojan), osmadvacetiletý rolník, a jeho komplicové. U soudu Stojan účast na krádeži popřel. Vyšetřovací úkony však ukázaly, že ikony byly spáleny ve Stojanově bytě. Následně se objevilo mnoho verzí, že ikona nebyla zničena, zejména že ve skutečnosti byla ukradena kopie ikony, kterou Stojan přeprodal starousedlíkům za obrovskou částku. Stojan byl odsouzen k 12 letům těžkých prací a zemřel v pevnosti Šlisselburg v roce 1916.
Po zničení originálu svatyně Rusko postihla dlouhá řada běd a neúspěchů počínaje prohranou Rusko-japonskou válkou roku 1905 až po pád Ruského impéria.

## Kopie

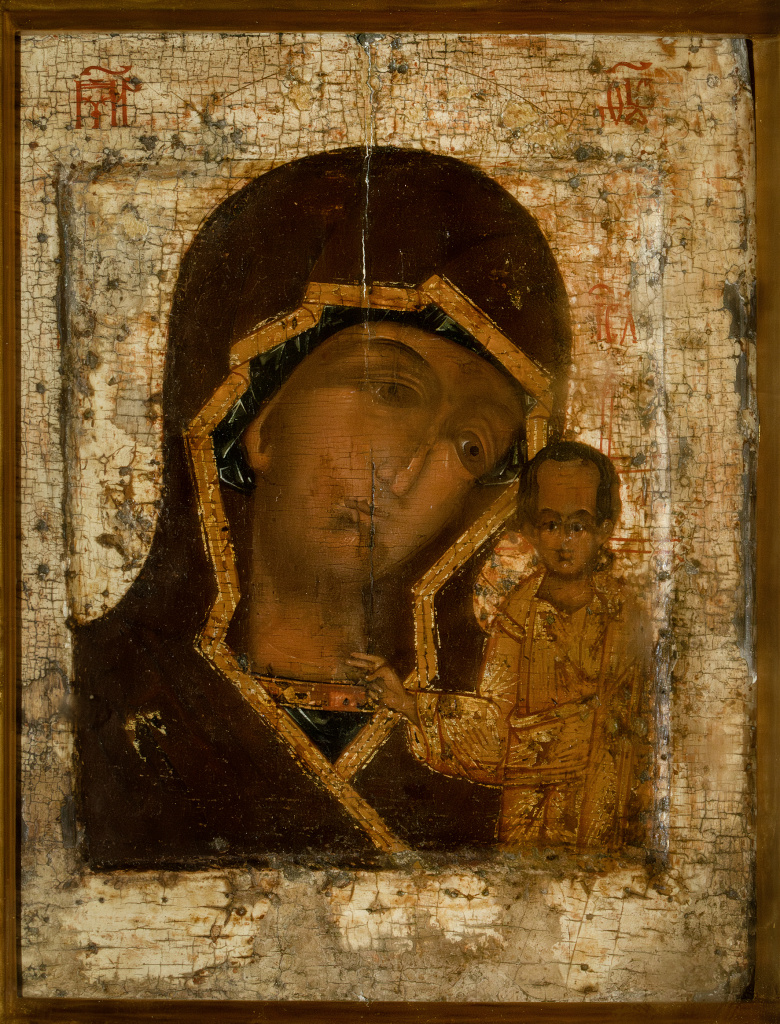
Ikona Matky Boží Kazaňská – znovunalezená roku 2023

Postupem času se desítky kopií ikony rozšířily po mnoha eparchiích Ruské pravoslavné církve a Matce Boží Kazaňské jsou dnes zasvěceny stovky chrámů a monastýrů v bývalých provinciích Ruska.

### Moskevská Kazaňská ikona
Většina autorů se domnívá, že tato ikona je kopií zázračné ikony nalezené v Kazani v roce 1579 a kterou přivezla kazaňská domobrana do Moskvy v roce 1611. Ikona zůstala v Moskvě až do začátku zimy 1611-1612, poté kazaňská družina s ikonou odcestovala zpět do Kazaně. Na jaře 1612 se setkala s Nižněnovgorodskou domobranou, která pod vedením knížete Dmitrije Požarského a Kuzmy Minina mířila osvobodit Moskvu od Poláků (Druhá lidová domobrana). Ikona, již proslavily její zázračné účinky, byla odvezena k plukům Druhé domobrany a kopie ikony byla poslána do Kazaně.

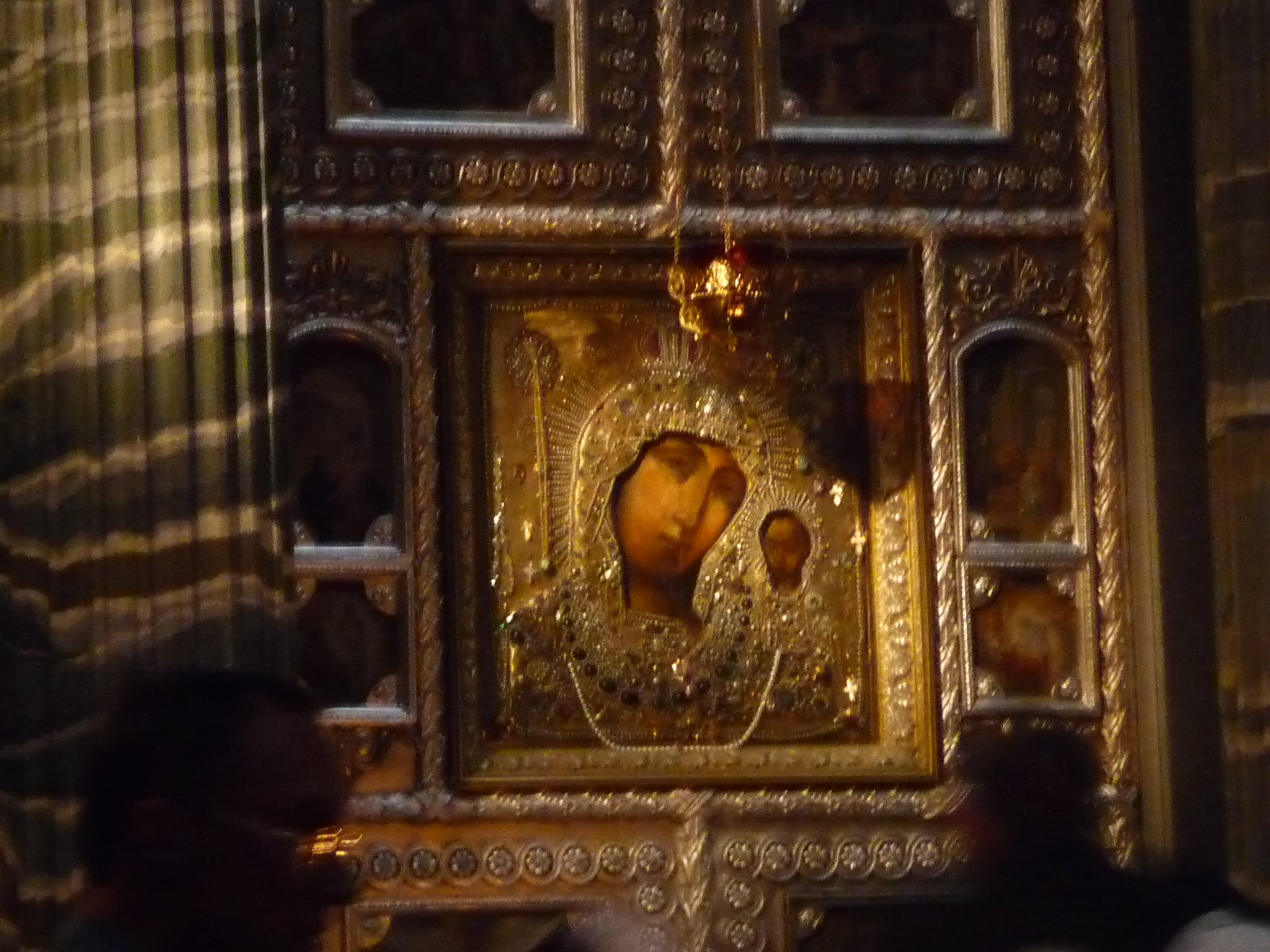
Kopie v petrohradském Kazaňském chrámu

Po vyhnání Poláků ze země byla postavena na Rudém náměstí Kazaňská katedrála na náklady knížete Požarského, kam byla v roce 1636 zázračná ikona přenesena. V roce 1918 byla tato ikona ve vzácném rámu ukradena z katedrály a až do roku 2023 nebylo známo, kde se nachází. Dne 4. listopadu 2023 v chrámu Zesnutí Přesvaté Bohorodice v moskevském Kremlu patriarcha Kirill před sloužením liturgie "odhalil" kopii kazaňské ikony, která se podle patriarchova tvrzení a zprávy Moskevského patriarchátu nacházela v moskevské milici Minina a Požarského a následně byla uložena v Kazaňském chrámu na Rudém náměstí.

### Petrohradská Kazaňská ikona

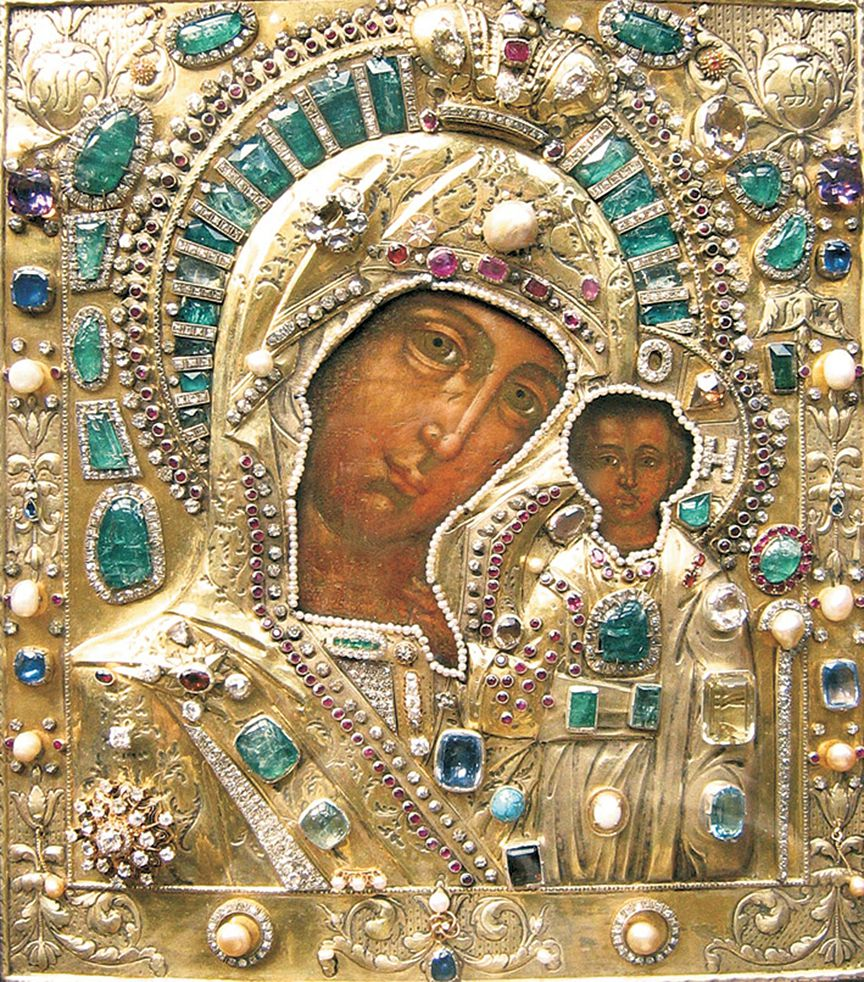
Kazaňská ikona Matky Boží – vatikánská kopie

Petrohradská Kazaňská ikona je považována za kopii zázračné ikony nalezené v Kazani v roce 1579. Od roku 1737 byla tato ikona v chrámu Narození Bohorodice na Něvském prospektu a od roku 1811 v Kazaňském chrámu, který byl postaven na jejím místě. V současné době se ikona nachází na ikonostasu Kazaňského chrámu vlevo od carských vrat. Této ikoně se také říká Severní Kazaňská ikona a od počátku náležela carevně Praskovje Fjodorovně Saltykovové, která ji přivezla do Petrohradu roku 1708 nebo 1710 a pro kterou byl roku 1811 postaven grandiózní Kazaňský chrám. Před touto kopií ikony se modlil generál Kutuzov a také svého času generál hrabě Alexandr Vasiljevič Suvorov, o kterém je známo, že neprohrál žádnou bitvu.

### Vatikánská kopie Kazaňské ikony
Jedna z kopií Kazaňské ikony z první poloviny 18. století se po revoluci v roce 1917 ocitla v zahraničí: v roce 1950 ji do své sbírky získal anglický archeolog Frederick Mitchell-Hedges. Od roku 1959 se arcibiskup Jan (Šachovskij) snažil v ruské diaspoře získat prostředky na vykoupení ikony. Za tímto účelem byla zejména v roce 1964 přivezena do domácího kostela v Ruském centru Fordhamské univerzity a poté vystavena na světové výstavě v New Yorku. V roce 1970 přilákali ruští katolíci americkou katolickou organizaci "Modrá armáda Panny Marie Fatimské" a s její finanční pomocí byl obraz zakoupen za 3 miliony dolarů a přenesen do portugalské Fatimy do řeckokatolické kaple Nanebevzetí Panny Marie, postavené speciálně pro tento účel a patřící ruskému apoštolátu, který vysvětil biskup Andrej (Katkov).

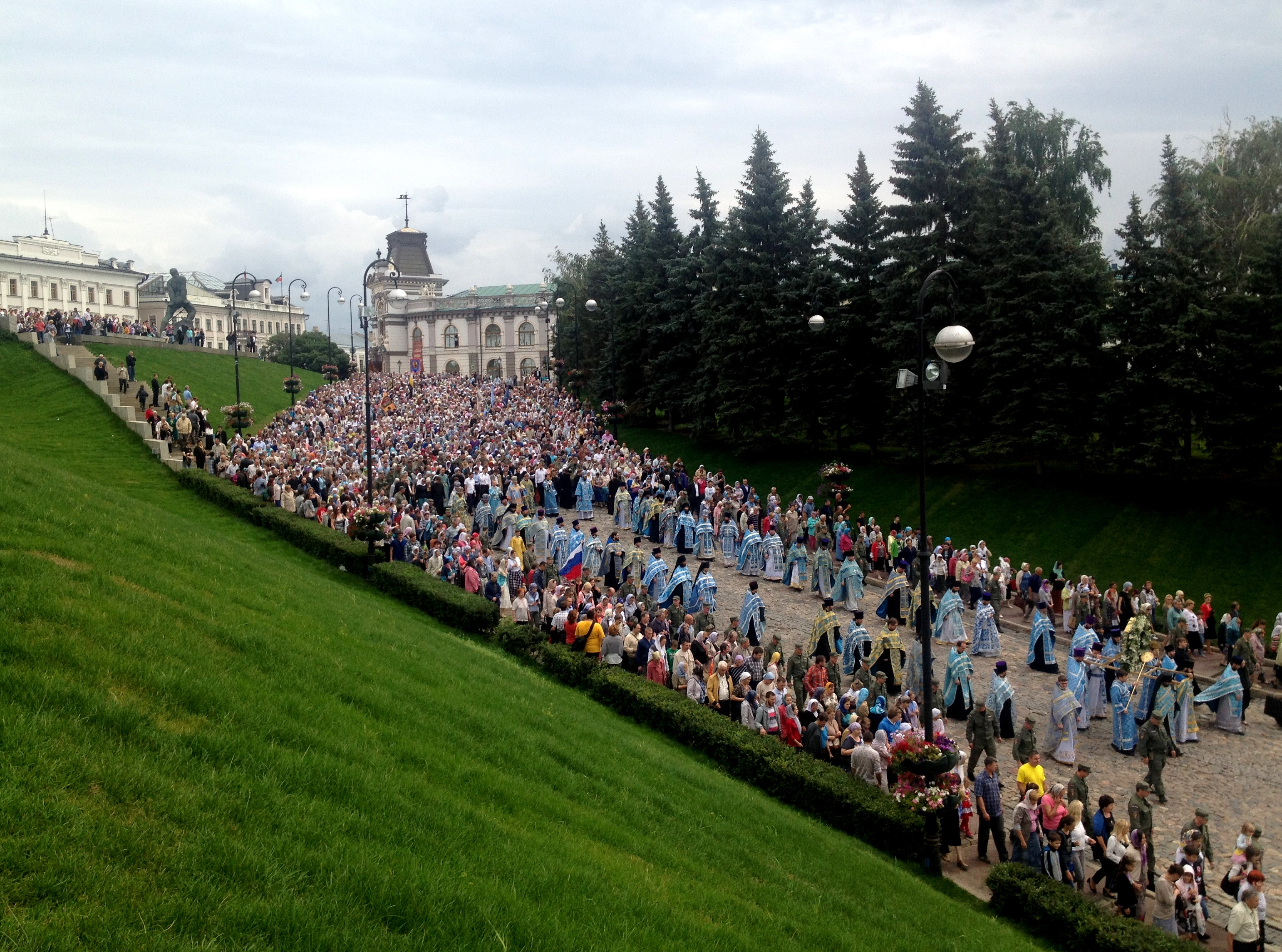
Procesí v Kazani 21. července 2015

Od března 1993 se ikona nacházela v soukromých prostorách papeže Jana Pavla II. Předání této ikony do Ruské pravoslavné církve v roce 2004 bylo v Rusku interpretováno jako diplomatický krok k získání souhlasu Ruské pravoslavné církve s pastorační návštěvou papeže v Rusku. Dne 25. srpna 2004 se před ikonou Jan Pavel II. naposledy pomodlil a o den později se s ním rozloučilo pět tisíc věřících katolíků. "Vatikánskou" ikonu dopravila do Moskvy delegace vedená kardinálem Walterem Kasperem a 28. srpna 2004 byla v chrámu Zesnutí Přesvaté Bohorodice v moskevském Kremlu předána patriarchovi Alexiji II., který ji umístil ve své rezidenci. Při návštěvě Kazaně v červenci 2005 patriarcha Alexij II. po liturgii v chrámu Zvěstování v Kazaňském kremlu daroval obraz kazaňské diecézi: ikona byla umístěna v chrámu Povýšení svatého kříže v Kazaňském Bogorodickém monastýru. Každý rok ve dnech výročí svátků Matky Boží Kazaňské se konají v Kazani velká procesí.

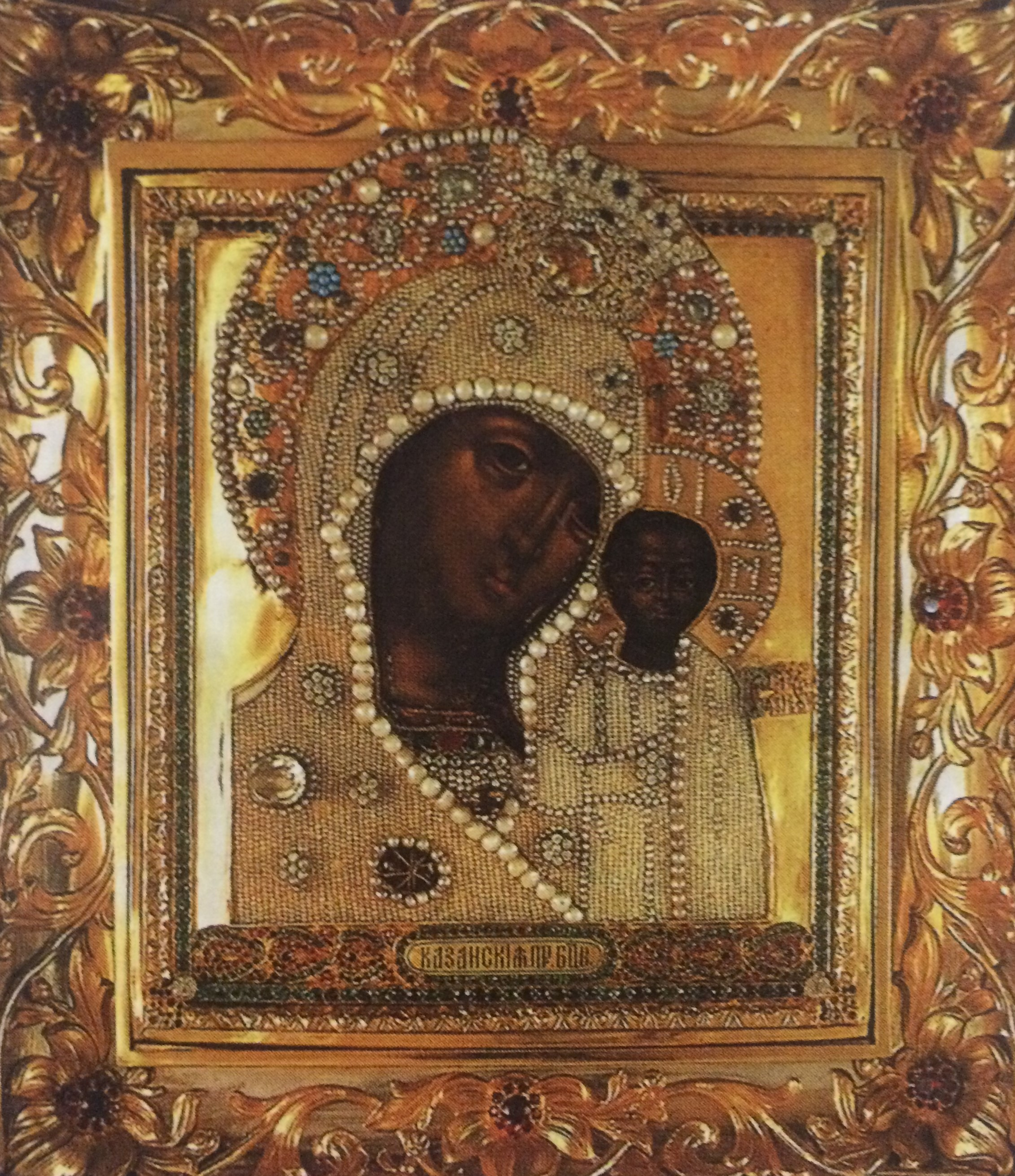
Kazaňská ikona Matky Boží (kopie) v moskevském chrámu v Jelochově

### Jelochovská kopie Kazaňské ikony
V moskevském chrámu Zjevení Páně v Jelochově se nachází další zázračná ikona Kazaňské Matky Boží. Byla rovněž napsána v 16. století a podle řady církevních badatelů patřila samotnému knížeti Dmitriji Michajloviči Požarskému. Během bitvy byla tato ikona v knížecí polní kapli a po vítězství ji vojevůdce uložil do chrámu postaveného na počest Kazaňské ikony na Rudém náměstí. A právě odtud byla v roce 1918 tato relikvie přenesena do chrámu v Jelochově, který jako zázrakem přežil zničení. Dnes je tato starobylá zázračná ikona právem považována za jednu z hlavních svatyní hlavního města a denně se jí přicházejí poklonit tisíce Moskvanů.